# Wespazjan Kochowski

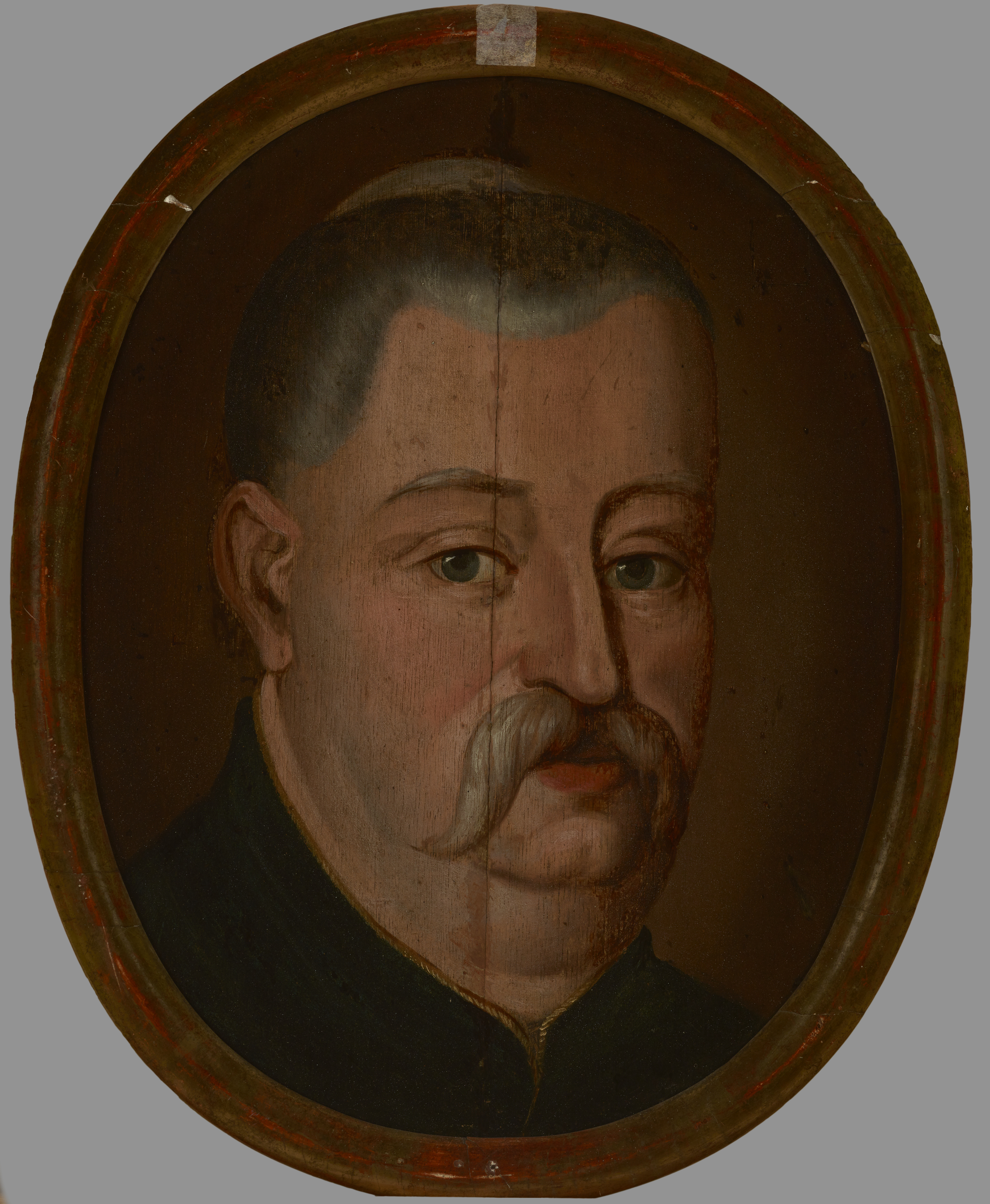
Wespazjan Kochowski, retrato de ataúd, 1787, Museo Nacional de Cracovia.

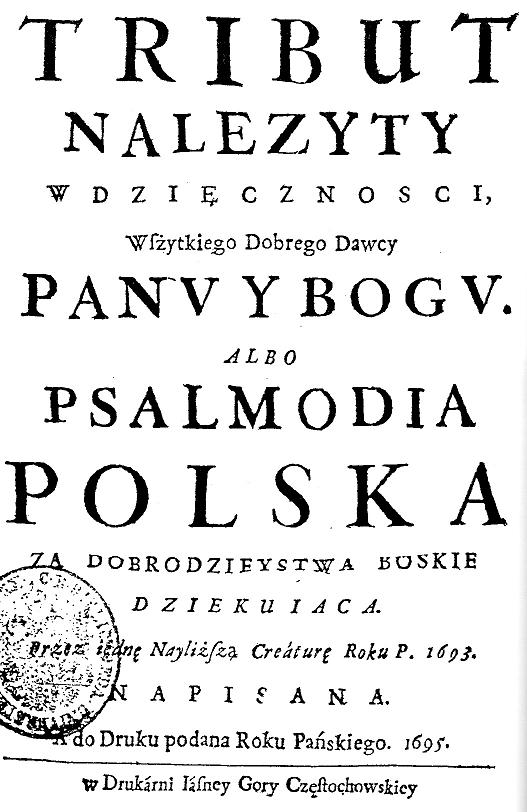
Frontispicio de Psalmodia polska, edición del

Wespazjan Kochowski (1633-1700) fue un historiador y escritor polaco del Barroco, representativo de la tendencia literaria y filosófica del Sarmatismo. De familia noble, combatió en diversas guerras contra cosacos, moscovitas y suecos. Posteriormente ejerció cargos públicos y diversas responsabilidades políticas. En 1658 Kochowski contrajo matrimonio con Marianna Misiowska. Tuvo un hijo, Hieronim Franciszek, en 1674. Tras la muerte de Marianna en 1677 se casó con una viuda adinerada, Magdalena Frezer, que murió en 1696.

## Obras destacadas
- Utwory poetyckie. Wybór.
- Lata potopu: 1655-1657.
- Psalmodia polska.
- Wybór wierszy.
- Poezje wybrane.
- Niepróżnujące próżnowanie ojczystym rymem na liryka i epigramata polskie rozdzielone i wydane.
- Dzieło Boskie albo Pieśni Wiednia wybawionego.
- Pisma wierszem i proząbtw i morte.